# العلاقات الأمريكية اللوكسمبورغية
العلاقات الأمريكية اللوكسمبورغية هي العلاقات الثنائية التي تجمع بين الولايات المتحدة ولوكسمبورغ.

## مقارنة بين البلدين
هذه مقارنة عامة ومرجعية للدولتين:
| وجه المقارنة                                              | الولايات المتحدة                                                                                                  | لوكسمبورغ                                                     |
| --------------------------------------------------------- | --- | ------------------------------------------------------------- |
| المساحة (كم2)                                             | 9.83 مليون | 2.59 ألف                                                      |
| عدد السكان (نسمة)                                         | 311.58 مليون | 599.45 ألف                                                    |
| الكثافة السكانية (ن./كم²)                                 | 31.7 | 231.45                                                        |
| العاصمة                                                   | واشنطن العاصمة | لوكسمبورغ                                                     |
| اللغة الرسمية                                             | لغة إنجليزية | اللغة اللوكسمبورغية، لغة فرنسية، اللغة الألمانية              |
| العملة                                                    | دولار أمريكي | يورو، فرنك لوكسمبورغ                                          |
| الناتج المحلي الإجمالي (بليون دولار)                      | 19.39 تريليون | 62.40 مليار                                                   |
| الناتج المحلي الإجمالي (تعادل القوة الشرائية) بليون دولار | 18.04 تريليون | 58.13 مليار                                                   |
| الناتج المحلي الإجمالي الاسمي للفرد دولار أمريكي          | 56.12 ألف | 101.45 ألف                                                    |
| الناتج المحلي الإجمالي للفرد دولار أمريكي                 | 54.63 ألف | 101.93 ألف                                                    |
| مؤشر التنمية البشرية                                      | 0.920 | 0.892                                                         |
| رمز المكالمات الدولي                                      | +1 | +352                                                          |
| رمز الإنترنت                                              | .us، حكومة، .mil، Edu.                                                                                            | .lu                                                           |
| المنطقة الزمنية                                           | توقيت ساموا الأمريكية، توقيت أطلنطي موحد، منطقة زمنية وسطى، توقيت ألاسكا ‏، المنطقة الزمنية الجبلية، توقيت تشامرو ‏ | توقيت وسط أوروبا، ت ع م+01:00، ت ع م+02:00، أوروبا/لوكسمبورج ‏ |

## مدن متوأمة
في ما يلي قائمة باتفاقيات التوأمة بين مدن أمريكية ولوكسمبورغية:
- ترتبط ليبرتي مع ديكيرش باتفاقية توأمة.

## منظمات دولية مشتركة
يشترك البلدان في عضوية مجموعة من المنظمات الدولية، منها:
| علم المنظمة | اسم المنظمة                               | تاريخ انضمام الولايات المتحدة | تاريخ انضمام لوكسمبورغ |
| ----------- | ----------------------------------------- | ----------------------------- | ---------------------- |
|             | وكالة ضمان الاستثمار متعدد الأطراف        | 12 أبريل 1988                 | 29 أغسطس 1991          |
|             | الوكالة الدولية للطاقة                    | ?                             | ?                      |
|             | الاتحاد الدولي للاتصالات                  | 1 يوليو 1908                  | 2 مارس 1866            |
|             | يونسكو                                    | 4 نوفمبر 1946                 | 27 أكتوبر 1947         |
|             | البنك الإفريقي للتنمية                    | ?                             | ?                      |
|             | بنك التنمية الآسيوي                       | 1966                          | 2003                   |
|             | الأمم المتحدة                             | 24 أكتوبر 1945                | 24 أكتوبر 1945         |
|             | مؤسسة التمويل الدولية                     | 20 يوليو 1956                 | 4 أكتوبر 1956          |
|             | منظمة الشرطة الجنائية الدولية             | ?                             | ?                      |
|             | مركز تنسيق الحركة في أوروبا ‏              | ?                             | ?                      |
|             | الاتحاد البريدي العالمي                   | ?                             | ?                      |
|             | منظمة حظر الأسلحة الكيميائية              | ?                             | ?                      |
|             | اتفاقية السماوات المفتوحة                 | ?                             | ?                      |
|             | منظمة التجارة العالمية                    | ?                             | ?                      |
|             | منظمة الأمن والتعاون في أوروبا            | 25 يونيو 1973                 | 25 يونيو 1973          |
|             | نظام تحكم تكنولوجيا القذائف               | 1987                          | 1990                   |
|             | مجموعة الموردين النوويين                  | ?                             | ?                      |
|             | منظمة التعاون الاقتصادي والتنمية          | ?                             | ?                      |
|             | المركز الدولي لتسوية المنازعات الاستشارية | 14 أكتوبر 1966                | 29 أغسطس 1970          |
|             | البنك الدولي للإنشاء والتعمير             | 27 ديسمبر 1945                | 27 ديسمبر 1945         |
|             | مؤسسة التنمية الدولية                     | 24 سبتمبر 1960                | 4 يونيو 1964           |
|             | حلف شمال الأطلسي                          | 4 أبريل 1949                  | 4 أبريل 1949           |
|             | الفريق المعني برصد الأرض                  | ?                             | ?                      |
|             | مجموعة أستراليا                           | 1985                          | 1985                   |

## أعلام
هذه قائمة لبعض الشخصيات التي تربطها علاقات بالبلدين:
- آن فاغنر (سياسية أمريكية، 13 سبتمبر 1962 – )
- باتريشيا روبرتس هاريس (31 مايو 1924[30][31][32] – 23 مارس 1985[30][31][32])
- جوزيف ديفيز (دبلوماسي أمريكي، 29 نوفمبر 1876[33][34][35] – 9 مايو 1958[33][34][35])
- جون دبليو. غاريت (دبلوماسي أمريكي، 19 مايو 1872 – 26 يونيو 1942)
- ديفيد جين هيل (دبلوماسي أمريكي، 10 يونيو 1850[36][37] – 2 مارس 1932[36][37])
- راندي إيفانز (محامي أمريكي، 24 سبتمبر 1958 – )
- ويليام فيليبس (دبلوماسي أمريكي، 30 مايو 1878[38][39] – 23 فبراير 1968[38][39])

## وصلات خارجية
- موقع وزارة الخارجية الأمريكية
- موقع وزارة الخارجية اللوكسمبورغية